# Dare (Graffitikünstler)

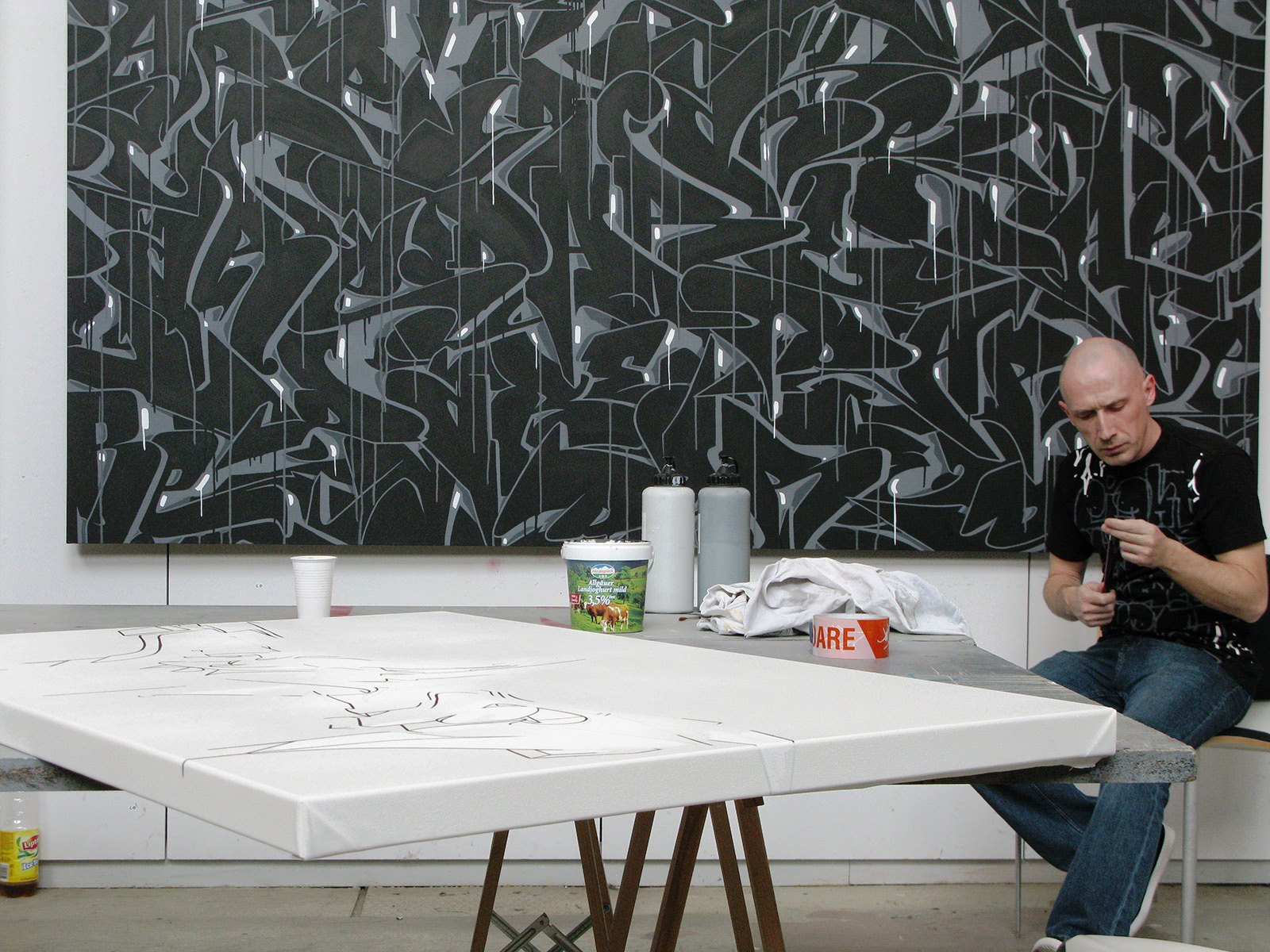
DARE in seinem Atelier 2008

DARE (eigentlich Sigi (Siegfried) von Koeding; * 15. September 1968 in Basel; † 6. März 2010 ebenda) war ein Schweizer Graffiti-Writing-Künstler und Kurator. Im September 2024 erschien im Deutschen Kunstverlag ein Buch über Sigi von Koeding, das den Basler wegen seiner starkfarbigen und ausdruckskräftigen Name-Writings als wegbereitenden Referenzkünstler für einen neuen Graffiti Expressionism ganz vorne sieht.

## Leben
Der Sohn der Schweizer Autorin Yvette Amann und des Deutschen Rolf Kurt von Koeding begann 1986 in der Illegalität, Graffiti zu sprühen. Unter dem Pseudonym DARE machte von Koeding, der auch Rocksänger war, sein Hobby 1990 zum Beruf und startete als selbständiger Künstler. Er sprayte Graffiti nicht nur auf Beton, sondern später auch auf Leinwände und andere Gegenstände, die in der Folge in Galerien, Museen und auf Messen ausgestellt wurden.
Nach seinem ersten Auftrag im Basler Medienhaus für den Fotografen Onorio Mansutti und einer grossen Wandgestaltung für die Gemeinde Münchenstein (1990) folgten Arbeiten wie ein Bühnenbild für das Béjart Ballet in Lausanne (1992) oder die Bemalung der Theater-Tram im Auftrag der Migros-Nordwestschweiz (1995) mit ersten Zeitungsberichten auf nationaler Ebene, begleitet durch Fernsehauftritte und Reportagen beim Schweizer Fernsehen. Zunehmend kamen auch internationale Projekte hinzu, so etwa zur Gestaltung von Fassaden, Wänden und Geschäften in Los Angeles, New York City und Hamburg sowie Life-Paintings mit anderen Graffitikünstlern in Paris, Barcelona, Zagreb und Næstved (Dänemark). Bei der Graffiti-Ausstellung Concrete or Wallpapers 2001 in der Schweizer Botschaft in London lernte Dare seinen englischen Kollegen Banksy kennen, den er zu dessen ersten Ausstellung in Deutschland, der Urban Discipline 2002, nach Hamburg einlud, wo beide gemeinsam mit Os Gemeos, DAIM, Loomit, Alexone, H. Beikirch, ZEDZ und weiteren ausstellten.
Für den Industriellenerben und Fotografen Gunter Sachs gestaltete DARE 2007 gemeinsam mit seinem Freund Toast das über 200 m² grosse Sachs-Appartement im Schloss Velden am Wörthersee. Das Projekt wurde von Sachs für das Magazin Architectural Digest fotografisch dokumentiert.
Auf der Uhren- und Schmuckmesse Baselworld 2007 präsentierte die Schweizer Uhrenmarke Pierre DeRoche ihre auf elf Exemplare limitierte Uhrenkollektion mit von DARE handbemalten Ziffernblättern mit einem „Spray-Happening“ in Anwesenheit des Künstlers. Das Museum der bildenden Künste Leipzig zeigte von März bis Juni 2008 Bilder von Dare im Rahmen der Ausstellung Die Kunst ist weiblich. In der Talkshow von Kurt Aeschbacher im SRF1 erläuterte Sigi von Koeding am 15. April 2009 unter dem Motto „Kindsköpfe“ rückblickend seinen Werdegang vom illegalen „Schmierer“ zum anerkannten Künstler.

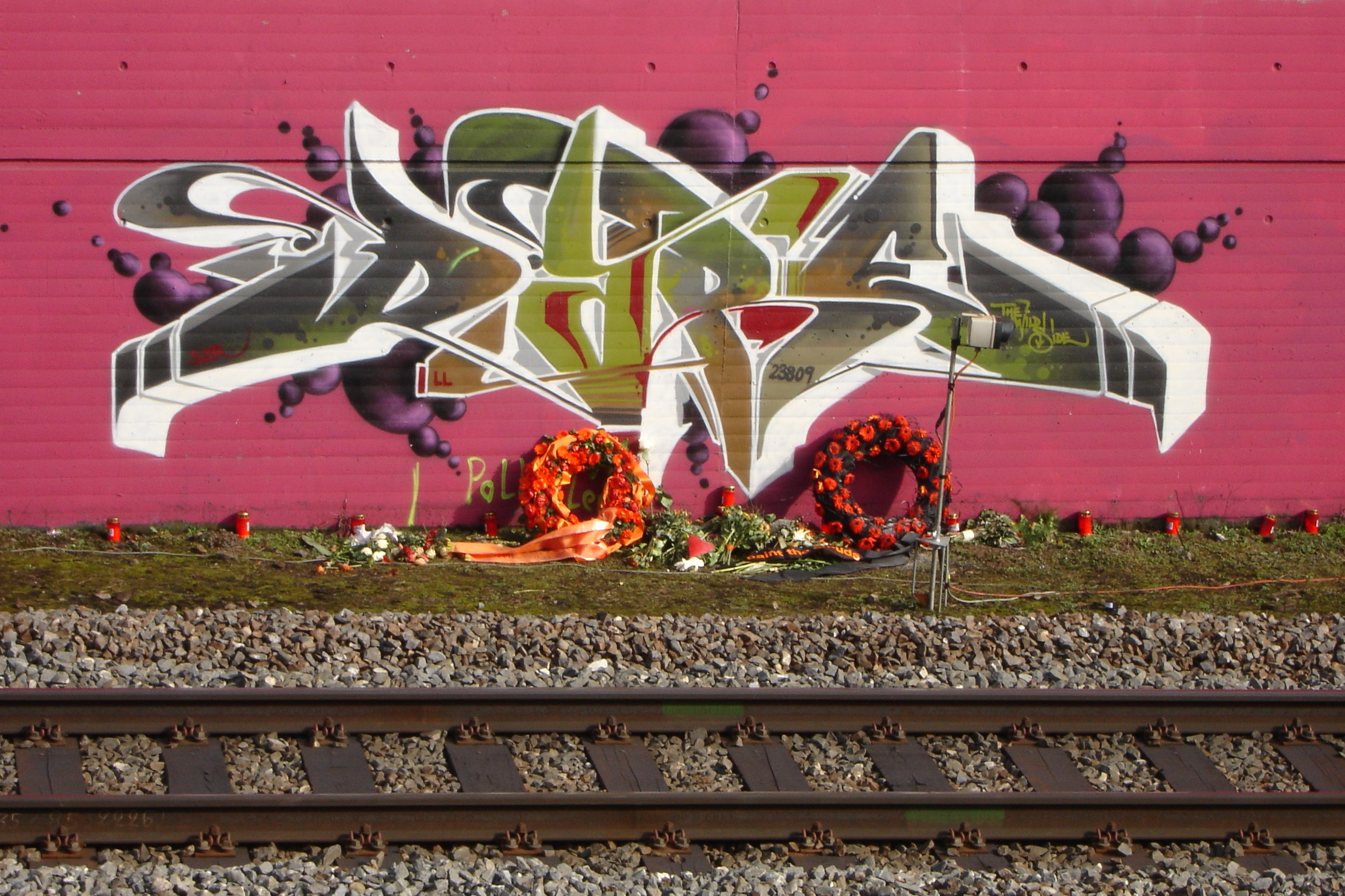
Trauer um DARE 2010

Am 6. März 2010 starb DARE an den Folgen eines Hirntumors. Er wurde auf dem Friedhof am Hörnli in Basel beigesetzt. Postum wird 2011 die Auftragsarbeit für den mittlerweile ebenfalls verstorbenen Gunter Sachs in der Financial Times als „one of the best examples of interior graffiti“ eingeordnet.

## Ehrungen
- Zum 6. Todestag von DARE fand im Frühjahr 2016 in der Stiftung Brasilea am Basler Rheinufer eine Ausstellung statt.[10][11][12]
- Am 26. August 2024 wurde zu Ehren von Sigi von Koeding ein öffentlicher Platz Unweit des Basler SBB nach dem verstorbenen Graffiti-Künstler DARE benannt[13][14]